# زیردریایی یو-۳۹۶
زیردریایی یو-۳۹۶ (به انگلیسی: German submarine U-396) یک زیردریایی بود که طول آن ۶۷٫۱ متر (۲۲۰ فوت ۲ اینچ) بود. این زیردریایی در سال ۱۹۴۳ ساخته شد.